# Éric Schmitt
Pour l’article homonyme, voir Eric Schmitt.
 (décembre 2022).
 (octobre 2017).

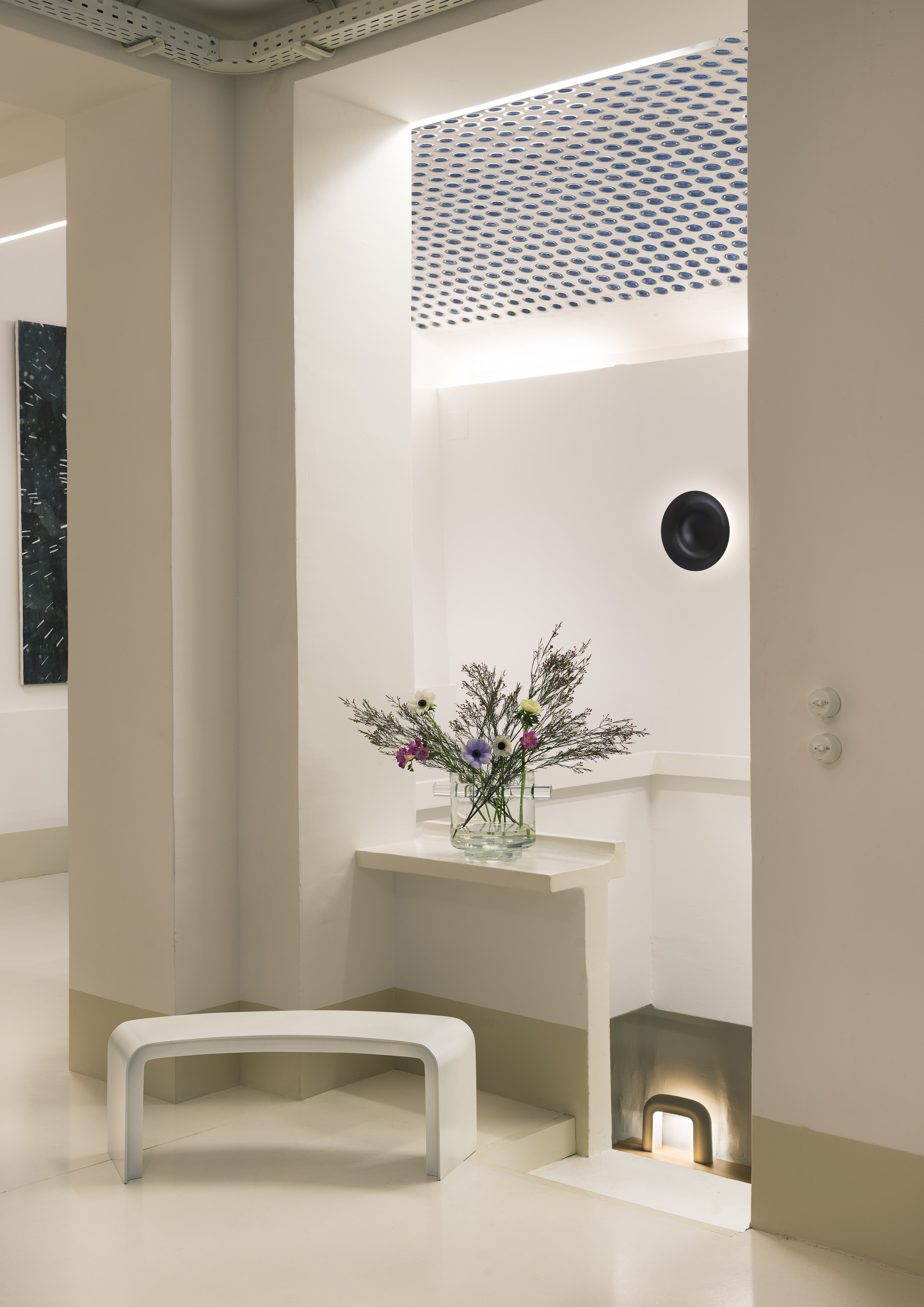
Studio Eric Schmitt

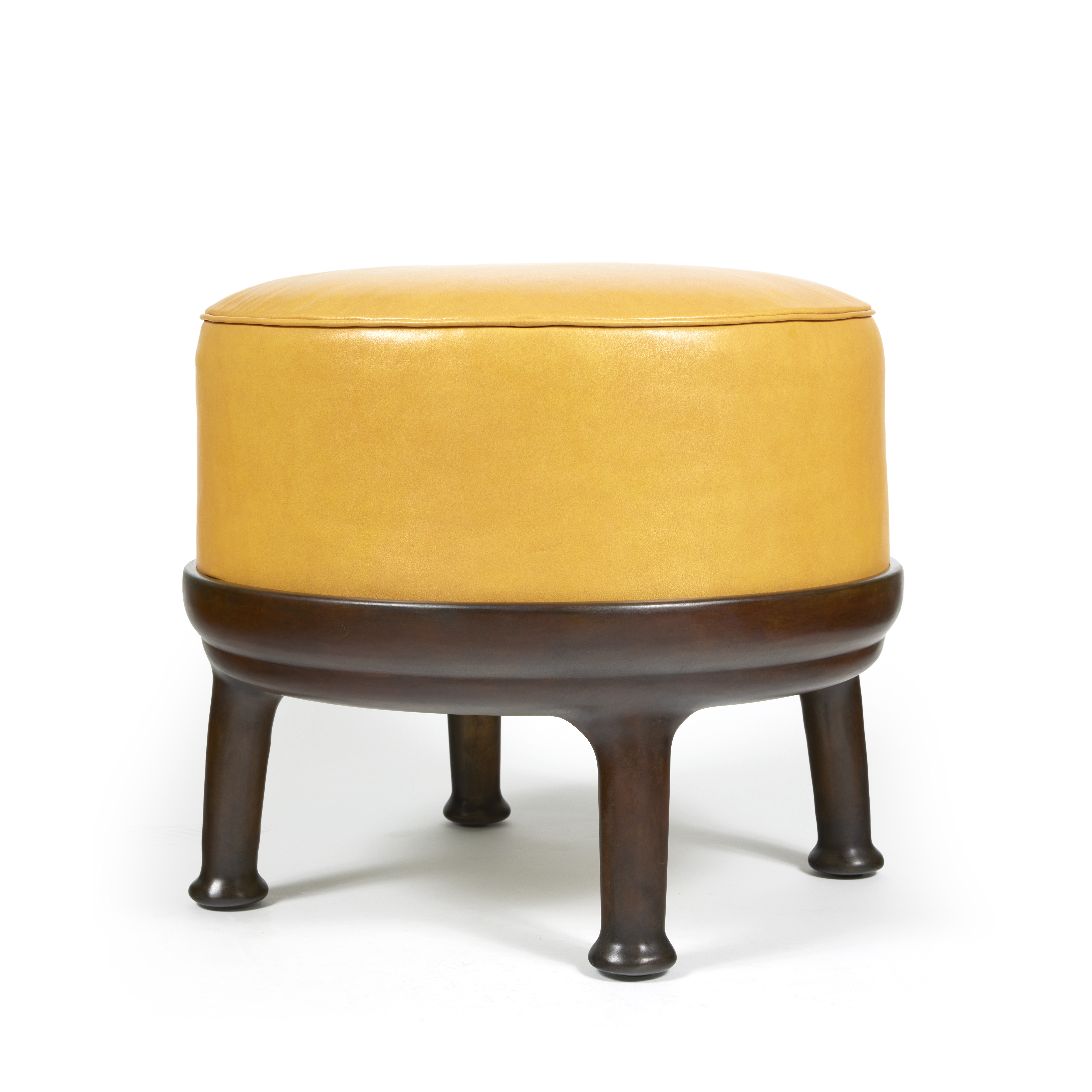
Tabouret Salammbô, Tabouret en bronze, assise en cuir, Edition limitée à 12 exemplaires, 2022

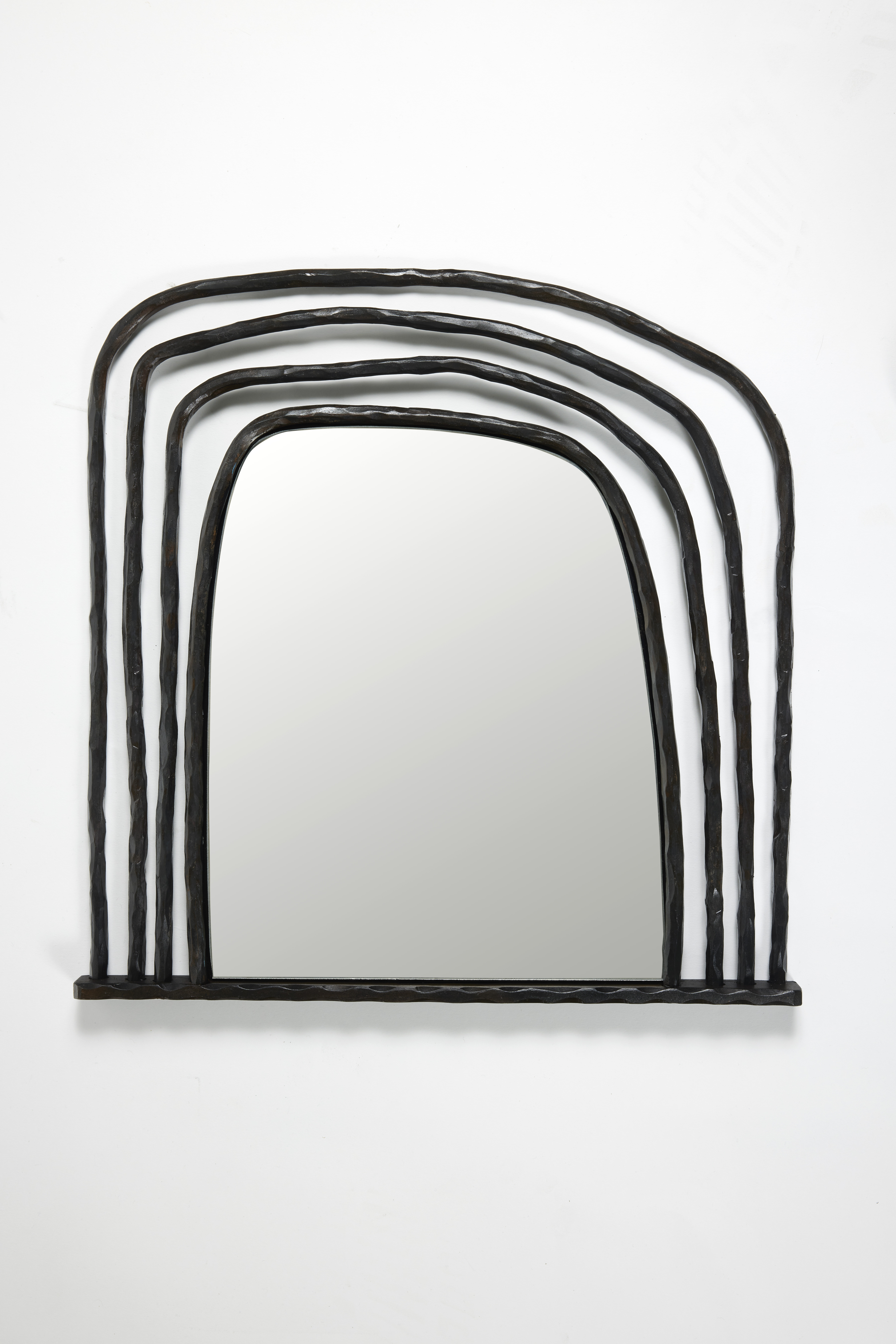
Miroir l'Amour en Cage, Edition limitée à 30 exemplaires, 2022.

 Éric Schmitt est un créateur designer français né en 1955 à Toulouse. Depuis 1986, il a créé des collections de meubles, des séries d’objets en pièces unique et limitées.

## Biographie
Autodidacte, il commence en 1986 à forger lui-même ses premières pièces. Une période rock, barbare et citadine rythmée par les coups de son marteau-pilon. Ses premières créations sont exposées à la galerie En Attendant les Barbares qui lui consacre sa première exposition personnelle en 1990[réf. nécessaire]. Il est ensuite édité chez Néotù.
À partir de 1998, il collabore avec Christian Liaigre sur des chantiers tels que l’Hôtel Montalembert et dessine pour lui une collection d’objets en bronze[source secondaire souhaitée].
Depuis 2000, il s’est installé dans un village au cœur de la forêt de Fontainebleau[source secondaire souhaitée].
À partir de 2006, il abandonne les ornements pour travailler la recherche de l’équilibre et la perte apparente d’équilibre avec des pièces en bronze pliées ou associées à des matières qui contrastent avec la rigidité du métal. Il expose ce travail à la Galerie Ralph Pucci à New-York.
En 2008 il collabore avec Jacques Grange[source secondaire souhaitée] sur le chantier du Mark Hotel à New-York.
En 2015 ouverture du Studio Eric Schmitt dans le quartier du Marais à Paris.
La même année est publiée une monographie aux Éditions Norma.
Il est exposé par les galeries en Attendant les Barbares, Dutko, Ibu et la Galerie du Passage à Paris et la galerie Ralph Pucci à New-York, Los Angeles & Miami.[réf. nécessaire]

## Expositions
- 2022: Exposition "Fantasmagories", galerie En Attendant les Barbares, Paris
- 2022: Exposition "Diego Giacometti Forever", galerie En Attendant les Barbares, Paris
- 2017 : Exposition personnelle chez Ralph Pucci - New York 30 ans de Travail (1987-2017)
- 2016: Collection Celeste pour Christofle
- Avril 2016: Exposition personnelle à la Galerie Dutko, Londres, Royaume-Uni
- Décembre 2015: Galerie Ibu, Paris, France
- Octobre 2015: Galerie Dutko, Londres, Royaume-Uni
- Mars 2015: Exposition au Quai d’Orsay AD Collections, Paris
- Juin 2014: Galerie Cat Berro
- Novembre 2013 : Galerie Ralph Pucci, Miami (Floride), États-Unis
- Octobre 2013: Galerie Dutko, Paris
- Septembre 2013 : Galerie Christian Liaigre, Paris.
- Juin 2013 : "13 Unique Vases" ,Galerie IBU Paris.
- 2012 : Exposition personnelle à la Galerie Ralph Pucci, Los Angeles (Californie), États-Unis
- 2011 : Ibu Gallery, Paris, France
- 2011 : "On the Rocks", Galerie Ralph Pucci, New-York.
- 2010 : Galerie Valerie Goodman, New-York.
- 2008 : Galerie Cat Berro, Paris, France
- 2006 : Galerie Ralph Pucci, New-York.
- 2005 : “Meubles d’Artistes”, Musée de Chateauroux
- 2004 : Exposition personnelle à la the Galerie st Pere, Paris.
- 2000 : Exposition "L'école mobilière française du 20ème siècle", Paris
- 1990 :1993/1996 : Exposition personnelle à la Galerie Néotù, Paris
- 1996 : Galerie Peter Goebbel, Stuttgart.
- 1992 : Exposition personnelle à la Galerie Néotù, New-York.
- 1991 : Exposition "les capitales Européennes"  au Centre Georges-Pompidou
- 1990 : Exposition "les années  V.I.A".au Musée des Arts Decoratifs
- 1987 : Exposition personnelle V.I.A", Paris